# كأس إيطاليا 1998–99
كأس إيطاليا 1998–99 (بالإيطالية: Coppa Italia 1998-1999)‏ هو الموسم 52 من كأس إيطاليا. أشرف على تنظيمه اتحاد إيطاليا لكرة القدم، وكان عدد الأندية المشاركة فيه 48، وفاز فيه نادي بارما.